# Spectrunculus stenostio
Spectrunculus stenostio — вид морських риб родини ошибневих (Ophidiidae). Описаний у 2023 році.

## Назва
Назва виду складається з грецького комбінованого терміна, що означає «з вузьким отвором».

## Поширення
Цей вид поширений у Північній Атлантиці та південній частині Індійського океану до південно-західної частини Тихого океану (на глибині від 1694 до 3050 м). Записів із Південної Атлантики немає.

## Опис
Кількість променів спинного плавника 137—148, променів анального плавця 102—112, загальна кількість хребців 80–88, довжина преанального каналу 47–55 % до SL, походження від тазу до анального плавника 34–44 % до SL, довжина орбіти 9,9–12 % HL, ширина устя отоліту 15–21 % довжини борозни та 19–29 % довжини устя; максимальний розмір тіла до 110 см.